# Spechtpapageien
Die Spechtpapageien (Micropsitta) sind eine Gattung der Familie der Altweltpapageien (Psittaculidae). Sie sind die kleinsten Papageien innerhalb der Ordnung der Papageien.

## Merkmale
Spechtpapageien erreichen eine Körperlänge von acht bis zehn Zentimeter. Im Vergleich zur Körpergröße haben sie einen kräftigen Schnabel, der Feilkerben und tiefe Kanteneinkerbungen vor der Spitze des Oberschnabels aufweist. Auch die Zehen und Zehenkrallen sind vergleichsweise lang.
Bei den meisten der zu der Gattung gehörenden Arten ist das  Körpergefieder überwiegend grün und kontrastiert mit roten, blauen oder gelben Farbpartien an Kopf oder Bauch. Die Schwanzfedern sind versteift und dienen wie bei Spechten zum Abstützen, wenn sie an Baumstämmen herumklettern. Bei den Schwanzfedern sind außerdem die Federschäfte länger als die Federfahnen. Ein Geschlechtsdimorphismus ist vorhanden, bei den einzelnen Arten jedoch unterschiedlich stark ausgeprägt. Jungvögel sind matter als die adulten Vögel gefärbt.

## Verbreitungsgebiet und Lebensweise
Spechtpapageien kommen auf Neuguinea und den vorgelagerten Inseln vor.
Sie sind überwiegend Tieflandbewohner, lediglich der Rotbrust-Spechtpapagei kommt auch im Bergland vor. Spechtpapageien haben einen sehr ungewöhnlichen Nahrungsbedarf. Sie fressen fast ausschließlich die Pilze und Flechten, die sich an der Rinde von Baumstämmen findet. Sie nehmen dabei auch tierisches Eiweiß in Form von darin enthaltenen Kleininsekten und deren Larven auf.

## Haltung
Spechtpapageien gehören zu den wenigen Vogelgattungen, bei denen eine Haltung über einen längeren Zeitraum als wenige Tage noch nicht gelungen ist. Sie nehmen keine Nahrung zu sich und sterben in Gefangenschaftshaltung wohl stressbedingt an Herz-Kreislauf-Versagen.

## Arten
Die folgenden Arten und Unterarten werden zu den Spechtpapageien gerechnet:

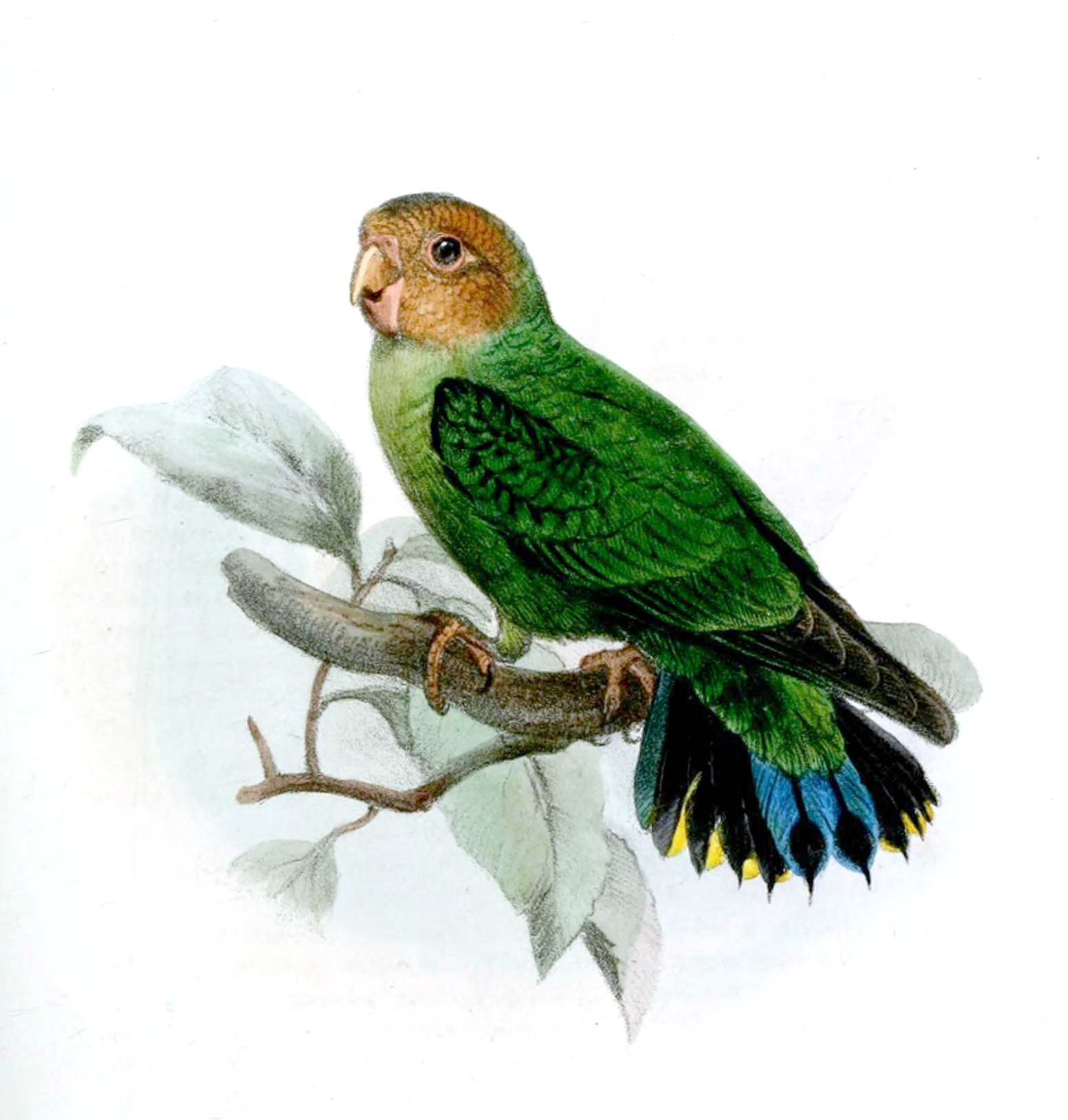
Braunstirn-Spechtpapagei

- Braunstirn-Spechtpapagei (M. pusio)
  - M. p. beccarii (Salvadori 1876)
  - M. p. harterti Mayr 1940
  - M. p. pusio (Sclater, PL 1866)
  - M. p. stresemanni Hartert 1926
- Gelbkappen-Spechtpapagei (M. keiensis)
  - M. k. chloroxantha Oberholser 1917
  - M. k. keiensis (Salvadori 1876)
  - M. k. viridipectus (Rothschild 1911)
- Geelvinkspechtpapagei (M. geelvinkiana)
  - M. g. geelvinkiana (Schlegel 1871)
  - M. g. misoriensis (Salvadori 1876)
- Meekspechtpapagei (M. meeki)
  - M. m. meeki Rothschild & Hartert 1914
  - M. m. proxima Rothschild & Hartert 1924
- Salomonenspechtpapagei (M. finschii)
  - M. f. aolae (Ogilvie-Grant 1888)
  - M. f. finschii (Ramsay, EP 1881)
  - M. f. nanina (Tristram 1891)
  - M. f. tristrami (Rothschild & Hartert 1902)
  - M. f. viridifrons (Rothschild & Hartert 1899)
- Rotbrust-Spechtpapagei (M. bruijnii)
  - M. b. bruijnii (Salvadori 1875)
  - M. b. buruensis Arndt 1999
  - M. b. necopinata Hartert 1925
  - M. b. pileata Mayr 1940
  - M. b. rosea Mayr 1940

## Einzelbelege
1. ↑  Joseph M. Forshaw: Parrots of the World. Princeton University Press 2010, ISBN 978-0691142852, Tafel 24 und 25.
2. ↑  Juniper, T., & M. Parr (1998). A Guide to the Parrots of the World. Pica Press, East Sussex. ISBN 1-873403-40-2
3. ↑   W. Grummt, H. Strehlow (Hrsg.): Zootierhaltung Vögel. S. 370